# محمد خير مامسر
محمد خير مامسر (1937 - 24 أغسطس 2024) سياسي أردني ووزير سابق من أصول شركسية، شغل منصب وزير الرياضة والشباب في حكومة عبدالرؤوف الروابدة. 

## المؤهلات العلمية
- دكتوراه فلسفة في التربية 1980. [1]
- ماجستير في التربية 1971.
- دبلوم عالي في التربية 1968.
- دبلوم عالي في رعاية الشباب 1965.
- بكالوريوس في التربية الرياضية 1962.

## المناصب
- أستاذ مساعد في الجامعة الأردنية 1980- 1986.[1]
- أستاذ مشارك في الجامعة الأردنية 1986- 1992.
- أستاذ مشارك (زائر) في جامعة (Kiel) الألمانية 1986.
- أستاذ مشارك (زائر) في جامعة (Long Beach) في ولاية كاليفورنيا الأمريكية 1987- 1988.
- أستاذ في كلية الدراسات العليا في الجامعة الأردنية 1992- 1997.
- أستاذ (غير متفرغ) لبرنامج الدكتوراه في جامعة عمان العربية للدراسات العليا 1999.
- (ق.أ) رئيس جامعة مؤتة 1993.
- نائب رئيس جامعة مؤتة لشؤون الطلبة 1992.
- عميد شؤون الطلبة في الجامعة الأردنية (لدورة واحدة) 1991.
- عميد كلية التربية الرياضية في الجامعة الأردنية (للمرة الثانية) 1990.
- مستشار رئيس جامعة العلوم والتكنولوجيا لشؤون الطلبة 1986.
- عميد كلية التربية الرياضية في الجامعة الأردنية (للمرة الأولى) 1981.
- مدير شؤون الطلبة في جامعة اليرموك 1997.
- مدير العلاقات العامة في الجامعة الأردنية 1975.
- مدير شؤون الطلبة في الجامعة الأردنية 1976.
- مدير النشاطات الطلابية في الجامعة الأردنية 1965.
- مشرف رياضي في الجامعة الأردنية 1963.
- مدرس تربية رياضية في دار المعلمين (العروب – الخليل) 1962.
- مستشار لجامعة الإسراء الخاصة للأعوام 2001 , 2006.
- مستشار غير متفرغ لرئيس جامعة العين في الإمارات العربية المتحدة عامي 1980 , 1986.
- عضو في لجنة الخبراء الأكادميين العرب الذين اشرفوا على إنشاء قسم التربية الرياضية في كلية التربية بجامعة قابوس في سلطنه عمان.
- رئيس مجلس أمناء جامعة عجلون الخاصة 2008-2009.
- رئيس (مكتب) مجلس أمناء جامعة الإسراء الخاصة 2001-2007.
- عضو مجلس التعليم العالي الأردني 1992-1993.
- عضو اللجنة الأكاديمية العليا المكلفة بوضع إسترتيجية التعليم العالي في الأردن للفترة ما بين (2000-2015).
- رئيس مجلس جامعة مؤتة 1992-1995.
- عضو مجلس جامعة العلوم والتكنولوجيا 1986-1987.
- عضو مجلس جامعة اليرموك 1977-1980.
- عضو مجلس الجامعة الأردنية 1981-1984 , 1989-1991.
- رئيس هيئة تحرير مجلة الدراسات الإنسانية والإجتماعية في جامعة مؤتة 1992-1993.
- عضوية هيئة تحريرمجلة الدراسات الإنسانية والإجتماعية (دراسات) في الجامعة الأردنية 1981-1984.
- رئاسة اللجنة العلمية لجائزة الأمير فيصل بن فهد لبحوث تطوير الرياضة العربية 2001-2009 في المملكة العربية السعودية.[2]
- عضوية لجنة الدراسات والبحوث في الاتحاد العربي للألعاب الرياضية (اللجنة الأولومبية العربية) 1985-1990.
- رئاسة لجنة إستراتيجية الحركة الكشفية في المنظمة الكشفية العربية 1986-2008.
- أمين عام وزارة الشباب 1989-1998.
- عضوية اللجنة الملكية للميثاق الوطني.
- عضو مجلس وزراء الشباب والرياضة العرب 1999.
- عضو المكتب التنفيذي للإتحاد العربي للألعاب الرياضية 1985-1990.
- عضو الجمعية الدولية لعلم النفس الرياضي منذ عام 1981-الآن.
- عضو الجمعية العمومية لمجلس اليونيفيرسياد (الألعاب الجامعية العالمية) منذ عام 1972-الآن.
- عضو المجلس الدولي للتربية البدنية والرياضية في ألمانيا منذ عام 1981-الآن.
- عضو الجمعية الدولية للتربية الرياضية المقارن في الولايات المتحدة الأمريكية منذ عام 1981-الآن.
- عضو اللجان الدولية للبرامج الكشفية في سويسرا لعام 2001.
- نائب رئيس الاتحاد الآسيوي لرياضة التايكوندو 2004-2008.
- رئيس اللجنة الأولمبية الأردنية لدورة واحدة 1999.
- نائب رئيس وعضو اللجنة الأولمبية الأردنية لأربع دورات أولمبية 1980-1992.
- رئيس وعضو إتحادات رياضية أردنية 1964-2004.
- رئيس الاتحاد الرياضي الجامعي العربي لدورة واحدة 1990-1992.
- رئيس النادي الأهلي الأردني (الشركسي) في عقد التسعينات.
- مدرب المنتخب الوطني الأردني في كرة السلة (للرجال والسيدات) 1968-1972.
- لاعب دولي ورئيس المنتخب الوطني لكرة السلة 1954-1964.
- رئيس وعضو لأكثر من جمعية خيرية وتنموية منذ مطلع الستينات.
- رئيس للمجلس الأعلى لشبكة العون الإجتماعي الأردني في عقد التسعينات.
- رئيس للمجلس الوطني لرعاية المعوقين 1997-1999.
- رئيس للمجلس الوطني الأردني لمكافحة المخدرات 1997-1999.
- رئيس للجنة الوطنية الأردنية للمسنيين في عقد التسعينات.
- عضو مجلس أمناء الهيئة الوطنية للطفولة في عقد التسعينات.
- عضو مجلس أمناء مركز هيا الثقافي الأردني للطفولة في عقد التسعينات.
- عضو مجلس أمناء الصندوق الأردني الهاشمي 1997-1999.
- رئيس اللجنة الوطنية لحماية الأطفال من الإساءة في الأردن 1997-1999.
- عضو مجلس أمناء مركز الأمل للسرطان 1998-1999.
- مستشار مكتب الأردن لمؤسسة الإغاثة الإنسانية العالمية منذ 2009.

## جوائز
- وسام الاستقلال من الدرجة الأولى.
- وسام الكوكب الأردني من الدرجة الأولى.
- وسام الملك الحسين للعطاء المميز.
- وسام الجدارة والقلادة الأولمبية الوطنية.
- قلادة الكشاف العربي.

## أعماله
- موسوعة الأمة الشركسية [3]

## وفاته
توفي صباح يوم السبت 24 أغسطس 2024 عن عمر ناهز 86-87 عامًا.